# Động đất Cundinamarca 2023
Động đất Cundinamarca 2023 (tiếng Tây Ban Nha: Terremotos de Colombia central de 2023) là trận động đất xảy ra vào lúc 12:04 và 12:17 (theo giờ địa phương), ngày 17 tháng 8 năm 2023. Trận động đất có cường độ 6,1 Mw và 5,6 Mw , tâm chấn độ sâu khoảng 10 km. Hậu quả trận động đất đã làm 2 người chết, 50 người bị thương.